# Carlos Vial Izquierdo
Carlos Vial Izquierdo es un ingeniero, empresario y dirigente gremial chileno, presidente de la Asociación de la Industria del Salmón (SalmonChile) en la primera mitad de los años 2000.
Nieto de los ministros de Estado Carlos Vial Espantoso y Luis Izquierdo Fredes, nació del matrimonio conformado por Carlos Vial Castillo e Isabel Izquierdo de la Fuente. Como hermano de su padre, el empresario Javier Vial Castillo, uno de los principales del país andino en la década de los '70 y '80, fue su tío.
Se formó en el Colegio de los Sagrados Corazones de Manquehue de la capital, donde fue compañero de generación del después filósofo y escritor Arturo Fontaine, y del más tarde empresario Jorge Errázuriz.
Siendo un joven de 17 años emigró junto a su familia a Nueva York, Estados Unidos, donde su padre fue enviado por la Compañía Sudamericana de Vapores.
Entre 1970 y 1975 estudió matemáticas en la universidad jesuita de Fordham. De vuelta en Chile ingresó a la Universidad Católica, donde cursó la carrera de ingeniería civil industrial.
Entre 1978 y 1987 se desempeñó en el Banco de Chile, donde llegó a ser gerente de marketing. Tras esa experiencia partió al sector pesquero como subgerente de finanzas de Friosur, propiedad de la familia Del Río. En esta firma llegaría a ser gerente general y vicepresidente, además de accionista
En 1994 ingresó al directorio de SalmonChile, entidad de la que llegaría a ser presidente entre los años 2004 y 2007.

## Nota
1. ↑  Hasta la intervención bancaria de enero de 1983, Vial fue uno de los hombres más ricos de Chile, llegando a controlar más de sesenta empresas, incluyendo el Banco de Chile.